# رود تلیوس
رود تلیوس (انگلیسی: Telyos) یک رودخانه در سرزمین پرم کشور روسیه است.